# داربی اوگیل و مردم کوچولو
داربی اوگیل و مردم کوچولو (به انگلیسی: Darby O'Gill and the Little People) فیلمی ۹۳ دقیقه‌ای به کارگردانی رابرت استیونسن با بازی آلبرت شارپ است.